# Michał Rakoczy
Michał Rakoczy (ur. 30 marca 2002 w Jaśle) – polski piłkarz występujący na pozycji ofensywnego pomocnika w tureckim klubie MKE Ankaragücü. Wychowanek Uczniowskiego Klubu Sportowego 6 Jasło oraz Cracovii, w swojej karierze grał także w Puszczy Niepołomice. Młodzieżowy reprezentant Polski, w kategoriach wiekowych do lat 16., 17., 19. i 20.